# Катастрофа Ту-204 во Внукове
Катастрофа Ту-204 во Внукове — авиационная катастрофа, произошедшая 29 декабря 2012 года. Авиалайнер Ту-204-100B авиакомпании Red Wings Airlines выполнял плановый перегоночный рейс RWZ9268 по маршруту Пардубице—Москва, но после посадки в аэропорту назначения выкатился за пределы ВПП, врезался в ограждение аэропорта и разрушился. Рейс был перегоночным, поэтому на его борту были только 8 членов экипажа, 5 из которых погибли; также получил ранения 1 человек на земле.

## Самолёт
Ту-204-100B (регистрационный номер RA-64047, заводской 1450744864047, серийный 047) был выпущен Ульяновским заводом «Авиастар-СП» 12 декабря 2008 года. Принадлежал ОАО «Ильюшин Финанс Ко» и с 12 декабря 2008 года находился в лизинге у авиакомпании Red Wings Airlines. Оснащён двумя турбовентиляторными двигателями ПС-90А Пермского моторного завода. Каско самолёта, гражданская ответственность перед третьими лицами и экипаж были застрахованы в страховой компании «СОГАЗ». Последнее техническое обслуживание по форме B проходил 14 декабря 2012 года на территории Внуковского авиаремонтного завода № 400, никаких неполадок обнаружено не было. На день катастрофы 4-летний авиалайнер совершил 2484 цикла «взлёт-посадка» и налетал 8676 часов.
С 2009 по 2010 годы перевозил национальную сборную России по футболу, о чём свидетельствовали изображённые на фюзеляже эмблема Российского футбольного союза и надпись «NATIONAL FOOTBALL TEAM».

## Экипаж
Состав экипажа рейса RWZ9268 был таким:
- Командир воздушного судна (КВС) — 58-летний Геннадий Дмитриевич Шмелёв. Очень опытный пилот, проработал в авиакомпании Red Wings Airlines 5 лет и 1 месяц (с ноября 2007 года). Управлял самолётами Ан-2 и Ту-154. В должности командира Ту-204 — с 25 июля 2008 года (до этого управлял им в качестве второго пилота). Налетал 14 975 часов, свыше 3080 из них на Ту-204 (свыше 2800 из них в качестве КВС).
- Второй пилот — 52-летний Евгений Иванович Асташенков. Очень опытный пилот, проработал в авиакомпании Red Wings Airlines 5 месяцев и 13 дней (с 12 июля 2012 года). Управлял самолётами L-410 (в качестве 2-го пилота) и Ту-154 (сначала 2-м пилотом, затем КВС). В должности второго пилота Ту-204 — с 16 мая 2011 года. Налетал 10 222 часа, 579 из них на Ту-204.
- Бортинженер — 54-летний Игорь Николаевич Фисенко. Проработал в авиакомпании Red Wings Airlines 2 года и 8 месяцев (с 24 апреля 2010 года). В качестве бортинженера управлял самолётами Ту-154 и Ил-86. В должности бортинженера Ту-204 — с 24 апреля 2010 года. Налетал 10 714 часов, 1597 из них на Ту-204.

В салоне самолёта находились 5 бортпроводников:
- Алексей Алексеевич Изосимов, 32 года — старший бортпроводник. На лётной работе с 26 мая 2008 года. Налетал 2589 часов, 2449 из них на Ту-204.
- Кристина Сергеевна Баранова, 26 лет. На лётной работе с 5 сентября 2007 года. Налетала 3035 часов, 2584 из них на Ту-204.
- Дмитрий Юрьевич Винокуров, 24 года. На лётной работе с 8 июля 2009 года. Налетал 1180 часов, 493 из них на Ту-204.
- Евгения Михайловна Жигалина, 25 лет. На лётной работе с 19 сентября 2011 года. Налетала 466 часов, все на Ту-204.
- Татьяна Анатольевна Пенкина, 31 год. На лётной работе с 12 ноября 2009 года. Налетала 2772 часа, 2670 из них на Ту-204.

## Хронология событий

### Вылет из Пардубице, заход на посадку
Рейс RWZ9268 вылетел из аэропорта Пардубице в 11:10 CET (14:10 MSK) и взял курс на Москву. Самолёт выполнял перегоночный рейс (без пассажиров) после того, как выполнил пассажирский рейс RWZ9267 из Москвы в Пардубице, куда он доставил российских туристов, поэтому на его борту находился только экипаж — 3 пилота и 5 бортпроводников.
Примерно в 16:30 MSK лайнер стал заходить на посадку в аэропорту Внуково, заход на посадку выполнялся на ВПП № 19, активное пилотирование самолётом осуществлял КВС. В процессе предпосадочной подготовки командир в общении со вторым пилотом постоянно использовал ненормативную лексику, что привело к нервозности в экипаже (то же самое было и во время рейса RWZ9267 Москва—Пардубице с пассажирами):
| 2-й пилот | Это у нас «Альфа», ты «Браво», по-моему, забил.                                  |
| КВС       | Это «Браво», бл…ь?                                                               |
| 2-й пилот | Это «Браво».                                                                     |
| КВС       | Бл…ь, с…ка!                                                                      |
| 2-й пилот | Может, через Ивановское? Только это…                                             |
| КВС       | Это ди… через Ивановское, через Ивановское, бл…ь.                                |
| КВС       | Да другого, бл…ь, не может быть, там, бл…ь, на х…й, он пи…ит, ё… т…ю мать!       |
| КВС       | А какой посадочный-то, ё… т…ю мать, если её Alpha, то тогда, бл…ь, на это, бл…ь. |

В ходе дальнейшего полёта обстановка в кабине оставалась достаточно напряжённой. КВС, опасаясь не успеть выпустить закрылки в посадочное положение, постоянно нервничал и торопил второго пилота; такие действия привели к тому, что второй пилот действовал в состоянии спешки и допускал ошибки даже при связи с авиадиспетчером.
В дальнейшем экипажем в бортовую вычислительную систему самолёта была ошибочно введена другая схема прибытия, отличавшаяся от указанной диспетчером. При обнаружении ошибки необходимость в корректировке схемы захода опять вызвала рост напряжённости в кабине экипажа.
Перед входом в глиссаду самолёт находился в посадочной конфигурации: закрылки −37°, предкрылки −23°, шасси выпущены. Задатчик высоты принятия решения был установлен на 60 метрах. Посадочная масса самолёта составляла ~67,5 тонн, центровка ~26,5 % САХ (средняя аэродинамическая хорда крыла), что не превышало ограничений, установленных Руководством по лётной эксплуатации (РЛЭ).
В ходе предпосадочной подготовки КВС определил расчётную скорость на глиссаде как 210 км/ч и при этом уточнив, что выдерживать необходимо 230 км/ч. Снижение по глиссаде проходило в директорном режиме с отключённым автоматом тяги, РУДы были сразу переведены в положение малого газа. Выполнение захода с отключённым автоматом тяги увеличило рабочую нагрузку на командира и могло способствовать невыдерживанию расчётной скорости в процессе полёта по глиссаде. Такое резкое и импульсивное управление самолётом явно свидетельствовало о высокой степени напряжённости и раздражённости командира. Кроме того, уменьшение тяги двигателей привело к быстрой потере скорости, на что сразу же обратили внимание второй пилот и бортинженер:
| Бортинженер | 220.                                                     |
| КВС         | Ну тихо ты, бл…ь.                                        |
| Бортинженер | (нрзб) …скорость!                                        |
| Бортинженер | 230 скорость.                                            |
| 2-й пилот   | Ну побольше скорость (нрзб).                             |
| Бортинженер | 220, 220 скорость.                                       |
| КВС         | Ещё раз, бл…ь, закричишь, Игорь, не выводи меня из себя! |

Фактически приборная скорость рейса 9268 на планировании по глиссаде выдерживалась в диапазоне 220—275 км/ч, а после выпуска шасси и закрылков на 37° — в диапазоне 250—275 км/ч; угол атаки на глиссаде составлял 1,4-1,6° при требуемом угле атаки 5-7°, вертикальная скорость снижения составляла 4-5 м/с. Снижение выполнялось без значительных отклонений от глиссады, но в то же время пилотирование на глиссаде осуществлялось несоразмерными, длинными движениями штурвала в продольном канале при значительных изменениях режима работы двигателей. Несмотря на то, что заход на посадку был нестабилизированным (расчётная приборная скорость не выдерживалась, а режим работы двигателей не был подобран и установлен), а также то, что дважды переданные диспетчером значения скорости бокового ветра превышали установленные для лайнера ограничения, пилоты не прервали заход на посадку, уведя лайнер на второй круг, а вместо этого продолжили снижение. Пролёт ближнего приводного радиомаяка (БПРМ) был выполнен на высоте 50 метров, входной торец ВПП № 19 был пройден на заданной высоте около 15 метров и приборной скорости 260 км/ч.

### Посадка, катастрофа
В 16:31:36 MSK рейс RWZ9268 сел на взлётную полосу № 19 аэропорта Внуково.
Во время посадки бортинженер не проконтролировал выпуск интерцепторов и не произвёл их выпуск в ручном режиме. Через 3 секунды после приземления произошло опускание и обжатие носовой стойки шасси. Сигнал обжатия правой стойки шасси на данном этапе не сформировался.
В 16:31:40, практически одновременно с опусканием передней опоры шасси, КВС перевёл рычаги управления реверсом (РУР) двигателей в положение «максимального реверса» без установленного РЛЭ перевода в промежуточное положение «малого реверса», и применил торможение от педалей (самолёт в этот момент находился в 1200—1300 метров от входного торца ВПП и 1860—1760 метров от выходного торца). Но торможение было неэффективным из-за слабого сцепления колёс шасси с поверхностью ВПП при недостаточной нагрузке на основные опоры шасси ввиду большой скорости (лайнер при невыпущенных интерцепторах практически «летел» над ВПП), и на начальном этапе осуществлялось фактически только колёсами левой стойки шасси.
Через 7-8 секунд после приземления скорость рейса 9268 снизилась до 200—205 км/ч при тангаже ~0° и крене 1° влево, после чего начала увеличиваться. Через 2 секунды после перевода РУР в положение «максимального реверса» бортинженер доложил о невключении реверса. Через 5 секунд после обжатия тормозных педалей командир отпустил тормозные педали; в процессе дальнейшего пробега (вплоть до выкатывания самолёта за пределы ВПП) выпуск интерцепторов экипажем не контролировался и вручную не производился. В 16:31:46 второй пилот, заметивший увеличение скорости движения лайнера вместо торможения, спросил: На взлёт пошли, что ли?. РУР находились в положении «максимального реверса» около 8 секунд, после чего реверс был выключен. За это время приборная скорость лайнера при работавших на значительной прямой тяге двигателях увеличилась до 240 км/ч.
Увеличение приборной скорости и управляющие действия экипажа по выдерживанию направления движения привели к дополнительной «разгрузке» основных стоек шасси; при колебаниях по крену (от 4,4° влево до 2,6° вправо) происходило обжатие то левой, то правой стоек шасси, а одновременного обжатия обеих стоек не происходило (на отдельных участках самолёт практически полностью отделялся от ВПП).
В 16:31:56 (через 5 секунд после выключения реверса и слов бортинженера Реверс включай! Реверс!) был зарегистрирован повторный перевод РУР в положение «максимального реверса», но реверс снова не включился (одновременное обжатие основных стоек шасси отсутствовало), а оба двигателя вновь вышли на режим прямой тяги. Торможения самолёта по-прежнему не происходило, его приборная скорость составляла 230—240 км/ч.
До 16:32:02 реверс находился в выключенном положении; в это время пилоты предприняли попытку автоматического торможения, но в итоге из-за ошибочных действий второго пилота режим автоматического торможения снова отключился. Самолёт продолжал двигаться по ВПП со скоростью около 230 км/ч. В 16:32:04 (в районе выходного порога ВПП) РУР были вновь переведены на режим «максимального реверса», но затем почти сразу были переведены на режим «малого реверса»; как и в двух предыдущих случаях, перекладки створок реверса не произошло, а перевод РУР в положение «максимального реверса» привёл к кратковременному увеличению работы двигателей. В 200 метрах от конца ВПП и при скорости 230 км/ч КВС подал команду об отключении двигателей.
В 16:32:08 рейс RWZ9268 на скорости 215 км/ч выкатился за пределы взлётной полосы № 19, пробил ограждение аэропорта, пересёк глубокий (3,5 метра) кювет между ограждением аэропорта и проходящим вдоль него Киевским шоссе (федеральная автодорога М3 «Украина»), при этом срезав обоими крыльями мачты светотехнического оборудования, и в 16:32:10 MSK на скорости около 190 км/ч врезался в ограждение шоссе. От удара самолёт разорвало на три крупные части, а носовая часть с кабиной пилотов и некоторые мелкие фрагменты вылетели прямо на шоссе, перекрыв автомобильное движение из Москвы в Московскую область и повредив несколько проезжавших в этот момент по шоссе автомобилей, что было зафиксировано на записи видеорегистратора одного из них; в частности, по одной из машин ударило оторвавшееся колесо передней стойки шасси самолёта, после чего её кинуло на отбойник. При ударе о землю левое крыло также оторвалось, а двигатель № 2 (правый) загорелся, площадь пожара составила около 100 м². Менее чем за 30 минут пожар был потушен.
Погодные условия на ВПП № 19 по ближайшим к катастрофе данным METAR (16:30 MSK) были такими: ветер с направления 280° (западный) со скоростью 8 м/с и с порывами до 15 м/с, видимость 10 километров, облачность сплошная с нижней границей 720 метров, температура воздуха −2°С, точка росы −7°С, атмосферное давление, приведённое к уровню моря — 1010 гПа, коэффициент сцепления на ВПП — 0,50. В процессе посадки самолёта порывы бокового ветра справа доходили до примерно 11,5 м/с, что допустимо для Ту-204-100 (допускаемая боковая составляющая 13 м/с при коэффициенте сцепления на ВПП 0,50).
Для ликвидации последствий катастрофы были привлечены экстренные службы аэропорта, пожарные и спасательные подразделения МЧС России, силы центра спасательных операций особого риска «Лидер». Всего в операции было задействовано 468 человек и 118 единиц техники.
К 19:00 функционирование аэропорта Внуково осуществлялось в штатном режиме, движение по Киевскому шоссе было восстановлено.

### Расшифровка переговоров
Расшифровка последних 54 секунд полёта рейса 9268.
Сокращения
- КВС: Командир воздушного судна — Геннадий Дмитриевич Шмелёв
- 2П: Второй пилот — Евгений Иванович Асташенков
- БИ: Бортинженер — Игорь Николаевич Фисенко
- Э: Кто-то из экипажа
- (нрзб) — неразборчиво

Расшифровка переговоров
| 16:31:16 | БИ  | 30.                                 |
| 16:31:18 | БИ  | 25.                                 |
| 16:31:19 | БИ  | 20.                                 |
| 16:31:21 | БИ  | 15.                                 |
| 16:31:22 | БИ  | 10.                                 |
| 16:31:23 | БИ  | 9.                                  |
| 16:31:23 | БИ  | 8.                                  |
| 16:31:24 | БИ  | 7.                                  |
| 16:31:25 | БИ  | 6.                                  |
|          | КВС | Бл…ь, ещё!                          |
|          | БИ  | 5.                                  |
| 16:31:26 | БИ  | 4.                                  |
| 16:31:27 | БИ  | 4.                                  |
| 16:31:29 | БИ  | 3.                                  |
|          | БИ  | 2.                                  |
| 16:31:30 | Ди  | 2.                                  |
| 16:31:31 | БИ  | 2.                                  |
|          | БИ  | 2.                                  |
| 16:31:32 | БИ  | 1.                                  |
|          | БИ  | 1.                                  |
| 16:31:33 | БИ  | 1.                                  |
|          | БИ  | 1.                                  |
| 16:31:34 | БИ  | 0.                                  |
| 16:31:35 | БИ  | 0.                                  |
|          | БИ  | Посадка.                            |
| 16:31:36 |     | Рейс RWZ9268 садится на ВПП.        |
| 16:31:39 | БИ  | Реверс.                             |
| 16:31:42 | БИ  | Реверс не включился!                |
| 16:31:43 | БИ  | Реверс пока не включился.           |
| 16:31:45 | 2П  | Чё-то пошли.                        |
| 16:31:47 | 2П  | На взлёт пошли, что ли?             |
|          | БИ  | Тормоза!                            |
| 16:31:50 | Э   | Тормозим! Тормозим!                 |
|          | БИ  | Тормоза!                            |
| 16:31:51 | БИ  | Реверс включай! Реверс!             |
| 16:31:52 | Э   | (нрзб).                             |
| 16:31:56 | БИ  | Автомат попробуй.                   |
| 16:31:57 | КВС | Давай.                              |
| 16:31:58 | БИ  | Попробуем.                          |
| 16:31:59 | КВС | Всё, бл…ь.                          |
| 16:32:00 | Э   | Тормоза.                            |
| 16:32:01 | БИ  | Есть!                               |
|          | КВС | Выключи (нрзб), выключай двигатели! |
|          | Э   | Давай.                              |
| 16:32:04 | БИ  | Выключаю.                           |
|          | КВС | Выключи двигатели!                  |
| 16:32:06 | БИ  | Выключаю!                           |
| 16:32:07 | Э   | Выключай!                           |
| 16:32:08 | КВС | Постой!                             |
| 16:32:09 | КВС | Отставить!                          |
| 16:32:10 |     | Конец записи.                       |

### Погибшие и раненые
Из 8 членов экипажа, находившихся на борту лайнера, 4 погибли на месте — КВС, второй пилот, бортинженер и стюардесса Евгения Жигалина.
Остальные 4 выживших — бортпроводники Алексей Изосимов, Кристина Баранова, Татьяна Пенкина и Дмитрий Винокуров — получили ранения и были доставлены в больницы Москвы; состояние одного из них было оценено как крайне тяжёлое, остальных — тяжёлое. На следующий день (30 декабря) в больнице скончалась стюардесса Татьяна Пенкина.
62-летний Георгий Жиденко (водитель автомобиля, по которому попало колесо шасси и который ударился об отбойник) спустя некоторое время был госпитализирован с сотрясением мозга и переломами шейных позвонков. Автомобиль Volvo V50 восстановлению не подлежал.
В катастрофе погибли 5 человек и получили ранения 4 человека, включая водителя автомобиля.

## Расследование
Для расследования причин катастрофы была создана совместная комиссия Межгосударственного авиационного комитета (МАК), Росавиации и Ространснадзора. На месте катастрофы были найдены оба бортовых самописца, началось их исследование.
Через 15 минут после катастрофы был проведён контрольный замер коэффициента сцепления для ВПП. Замер показал значение 0,63, допустимое для данного типа самолёта. Взлётная полоса очищалась спецмашинами и осматривалась за 1 час 20 минут до посадки рейса 9268. В соответствующем заявлении МАК, сделанном 31 декабря 2012 года, говорится о том, что такое состояние ВПП не могло стать причиной катастрофы.
24 января 2013 года МАК проинформировал о результатах предварительного анализа информации о катастрофе. При посадке не произошло одновременного обжатия обеих основных опор шасси, из-за чего отсутствовал автоматический выпуск воздушных тормозов и интерцепторов, а также не произошло перекладки створок реверсивных устройств двигателей, несмотря на неоднократный перевод экипажем рычага управления реверсом в положение «максимальный реверс». Выпуска интерцепторов в ручном режиме экипаж не производил. Самолёт продолжал движение с попеременным обжатием то левой, то правой опор шасси, как бы «переминаясь с ноги на ногу». Колёсное торможение оказалось неэффективным — давление в тормоза колёс подавалось только при обжатии опор шасси.
Выкатывание самолёта за пределы ВПП произошло через 32 секунды после приземления на скорости около 215 км/ч, после чего произошло одновременное обжатие левой и правой основных опор шасси. Это привело к автоматическому выпуску воздушных тормозов и интерцепторов, а также к перекладке створок реверсивных устройств двигателей. Столкновение самолёта с ограждением аэропорта произошло с путевой скоростью около 190 км/ч.
В феврале 2013 года на аэродроме «Раменское» специалистами ОАО «Туполев» были проведены лётные испытания, в ходе которых выполнялись посадки на повышенной скорости с обеспечением невыпуска интерцепторов и воздушных тормозов в автоматическом режиме, а также имитацией неправильного включения реверса. Полученные посадочные дистанции подтвердили возможность завершения посадки в пределах ВПП даже после возникновения нештатной ситуации и неправильных действий экипажа на начальном этапе посадки.
Окончательный отчёт расследования был опубликован 3 марта 2014 года.
Причинами катастрофы в итоговом отчёте МАК названы:
- Разрегулировка механизма управления и блокировки реверсивного устройства обоих двигателей.
- Неверные действия экипажа при управлении интерцепторами и реверсом тяги при посадке[22].

Следственный комитет РФ возбудил уголовное дело и начал расследование по ч. 3 статьи 263 УК РФ («Нарушение правил безопасности движения и эксплуатации воздушного транспорта»). Дело находилось на специальном контроле Генеральной прокуратуры РФ. 30 декабря 2012 года СК РФ изъял образцы топлива рейса 9268 и произвёл выемку документации в авиакомпании Red Wings Airlines. 1 сентября 2014 года стало известно о прекращении уголовного дела. Следственный комитет согласился с выводами технической комиссии о виновности экипажа (в частности, КВС и бортинженера) и закрыл дело в связи с их гибелью в авиакатастрофе.

## Компенсации
Страховая компания «СОГАЗ» признала страховой случай и выплатила полную страховую сумму по страхованию каско самолёта, которая составляла 28 000 000 $. Выплаты получили также выжившие члены экипажа рейса 9268. По полису страхования ответственности авиаперевозчика выплата не производилась, поскольку это страхование предполагает ответственность перед пассажирами, а их на борту не было.